# Phyllodrepa vilis
Phyllodrepa vilis är en skalbaggsart som först beskrevs av Wilhelm Ferdinand Erichson 1840.  Phyllodrepa vilis ingår i släktet Phyllodrepa, och familjen kortvingar. Enligt den svenska rödlistan är arten nära hotad i Sverige. Arten förekommer i Götaland, Öland och Svealand. Artens livsmiljö är skogslandskap.